# Precedente judicial
El precedente judicial o derecho precedente, es una fuente formal de creación del Derecho, consiste en que éste se derive, no de la ley aprobada por los  órganos legislativos, sino por las soluciones que adoptan, ante determinados casos, sobre todo los  tribunales, de forma que constituyen una suerte de doctrina, un paradigma de solución, justamente un precedente, al cual deben ajustarse en lo adelante, todos o algunos otros órganos jurisdiccionales.
Se trata de asumir como ley, como norma jurídica, la solución que brinda un tribunal ante ciertos casos, porque en realidad no existen casos idénticos en la vida, deben resolverse según esa doctrina o solución anterior de un tribunal.
En realidad existen distintas formas de precedente, según emanen de  órganos jurisdiccionales o de  órganos de la administración, de suerte que suele hablarse del precedente judicial –que es el más usual y el que ocupará esencialmente nuestra atención– y el precedente administrativo, que se establece por órganos de la administración, pero siempre en función jurisdiccional.
Normalmente el precedente como fuente creadora de Derecho se encuentra de dos formas y con matices diferentes en el llamado sistema de Common Law o sistema anglosajón y en el sistema conocido como continental o Sistema romano francés.

## Locución latina
La doctrina del precedente judicial se expresa también mediante la locución latina stare decisis, que se traduce interpretativamente como «estáse a lo resuelto».
Esta locución más breve proviene de resumir una más extensa que dice: Stare decisis et non quieta movere.
Conforme al principio stare decisis, al estar o seguir lo decidido, las decisiones precedentes sobre idénticas cuestiones deben ser seguidas por los tribunales, por ello obligados a acatar o cumplir con los asuntos resueltos. Es una máxima general de que cuando un punto se ha resuelto mediante una decisión, que forma un precedente que no podrá dejar de aplicarse salvo que otras circunstancias modifiquen el statu quo, el dejar estar lo anteriormente decidido obliga a tener que argumentar sólidamente el cambio adoptado, por lo que la doctrina del stare decisis no impide volver a examinar y, si es necesario, invalidar las decisiones anteriores, con la dificultad de considerar una serie de factores, incluyendo la edad de la precedente que se deja de seguir, la naturaleza y el grado de confianza pública y privada en la que se apoya la variación, y su compatibilidad o incompatibilidad con otras normas legislativas.

## El precedente en el sistema jurídico delCommon Lawo sistema anglosajón
El sistema del Common Law, fundado esencialmente en el precedente judicial, tiene una singular extensión. Surgió originalmente en Inglaterra, donde se conserva aún como la forma más pura y auténtica del Common Law, pero posteriormente, bajo el sistema colonial se extendió a las que entonces fueron colonias británicas y en la gran mayoría de ellas, al obtener más tarde su independencia, se conservó el mismo sistema de Common Law, que en términos generales rige hoy en el Reino Unido, con excepción de Escocia, Canadá salvo en Quebec, Australia, Nueva Zelandia, en la mayor parte de la India y Estados Unidos, menos Luisiana, que se rige por el sistema romano francés.
El nombre del sistema de Derecho anglosajón se deriva de la concepción del Derecho medieval inglés que era exclusivamente administrado por los tribunales del reino, los cuales, por falta de amplias legislaciones escritas, aplicaban las costumbres comunes (del inglés, «Common») que eran más conocidas, o aceptadas en todo el reino.
El principio en el que se basa el Common Law es que los asuntos sometidos a los tribunales se deben resolver tomando como referencia las  sentencias antes dictadas, en casos semejantes, por otros tribunales superiores, en vez de atenerse, al menos absolutamente, a las leyes escritas promulgadas por el órgano legislativo. Este principio es el que distingue el Common Law del sistema del Derecho romano francés y, de hecho de casi todos los demás sistemas jurídicos contemporáneos. En tanto que, en el sistema romano francés y demás sistemas jurídicos, los jueces dictan sentencia ateniéndose a la ley. En el Common Law, los jueces se centran más en los hechos del caso concreto para llegar a lo que consideran un resultado más justo y equitativo para los litigantes.
En este sentido, Ronald Dworkin decía «a un abogado se le enseña a analizar las leyes y las opiniones judiciales para extraer de esas fuentes oficiales la doctrina jurídica. Se le enseña a analizar situaciones fácticas complejas a fin de resumir con precisión los hechos esenciales. Y se le enseña a pensar en términos tácticos, a diseñar leyes e instituciones legales que produzcan determinados cambios sociales decididos de antemano».
En estas afirmaciones de Dworkin se aprecia ya como el sistema de Common Law, en los Estados Unidos, ha unido ya el precedente con la ley escrita. Sin embargo, en el sistema puro, propio del Reino Unido, no se piense que se trata de algo simplón y empírico, de resultas de lo cual todas las sentencias judiciales crean precedentes. Por el contrario, cuando se reúne un número de sentencias judiciales sobre una serie concreta de respuestas semejantes, se extraen reglas generales o precedentes, que se convierten en guías orientadoras para  los jueces que tengan que resolver casos análogos en el futuro. Sin embargo, los casos posteriores pueden contener distintos hechos, o pueden dar lugar a otras consideraciones, derivadas, por ejemplo, de particularidades factuales, circunstancias específicas del nuevo caso o, incluso la existencia de cambios sociales o la concurrencia de otros elementos psicológicos o espirituales en general.
Esto antes dicho determina cierta libertad en los jueces del  Common Law, los cuales son, en realidad, relativamente libres, para desmarcarse o disentir de la doctrina establecida por el precedente y disponer una nueva regla al adoptar una decisión parcialmente diferente o totalmente distinta a la del precedente y, con ello, crear un nuevo precedente, sólo si esa solución  es aceptada y usada por otros jueces. De esta manera el Common Law mantiene una continua dinámica de cambio. Como el juez del Tribunal Supremo de los Estados Unidos Oliver Wendell Holmes escribió en su libro The Common Law (1881): «la vida del Common Law no ha sido lógica, sino que ha sido experimental».
En todos los países en que rige el sistema del Common Law se estructura, como en casi todos los del mundo, una estructura piramidal de tribunales para impartir justicia y llevar a cabo la llamada función jurisdiccional. En los países en que rige el Common Law, en  la base de la pirámide se halla el trial court, que son los tribunales de primera instancia. Por encima de los tribunales de primera instancia se encuentran los tribunales de apelación que, como todos los tribunales de esa naturaleza, conocen las controversias suscitadas por inconformidad con las sentencias dictadas en primera instancia. Estas discusiones se centran, esencialmente, en determinar si los tribunales de primera instancia han aplicado los principios legales correctos y si han extraído las conclusiones adecuadas de los datos de hecho probados. Estas interpretaciones de  los tribunales de apelación son las que se constituyen en precedentes y, de hecho, en el Derecho que rige en esos países. 
No obstante que el Common Law, por lo que llevamos dicho ha sido  conocido como derecho no escrito, porque no está recogido en una ley escrita, en realidad se han ido formando, desde muy antiguo, compilaciones de las principales sentencias en los casos más reiterados. En este sentido se conocen compilaciones, que quizás fueron usadas en forma ocasional, pero que ya existían o circulaban entre el siglo XII y el siglo XVI. A principios del siglo XVII, aparecieron también, en Inglaterra, compilaciones privadas de las principales sentencias judiciales. Estas compilaciones o colecciones tempranas fueron complementadas por algunos tratados académicos, que resumían importantes partes del Common Law, como el de Sir Edward Coke (publicado en 1628) y el de Sir Williams Blackstone (publicado entre 1765 y 1769). En el siglo XIX empezó a hacerse práctica que los mismos tribunales asumieran la responsabilidad de, primero revisar y después confeccionar las publicaciones de las sentencias, tanto en Inglaterra como en Estados Unidos. 
En Inglaterra, donde surgió y tiene su forma más auténtica, el Common Law se distingue en la práctica, incluso de otros países en que rige ese sistema. 
En Inglaterra, en la Edad Media, los tribunales del Common Law que  eran siempre laicos, a diferencia de los tribunales eclesiásticos de la Iglesia católica, que predominaron en Europa, tuvieron un sentido más práctico que el pensamiento dogmático que por lo regular dominó a los tribunales en que predominaba la concepción católica escolástica.
Pero además, no todos los litigios eran resueltos, aún en la antigua Inglaterra por vía del sistema puro de Common Law. Junto a ese sistema o a ese procedimiento judicial y sus principios se abrió paso, desde muy temprano el llamado Statute Law, que se atenía a leyes emanadas del Parlamento Inglés, en forma de bills, acts o cualquier otra expresión formal valedera. En los Estados Unidos, el Statute Law también se abrió camino temprano y en ese país se empezó a atener a las normas emanadas del Congreso, sin que la existencia de ese Statute Law, en ninguno de ambos países significara la ruptura absoluta con los principios y los procedimientos del Common Law.
En Inglaterra, además, el Common Law no asumía los asuntos del  Derecho mercantil, los cuales eran conocidos por los mercantile courts, es decir, las cortes mercantiles. Tampoco se llevaron al Common Law los asuntos puros de Derecho Marítimo, los que se consideraban bajo la competencia del admiralty court, es decir, la Corte del Almirantazgo.
En esos países bajo el sistema de Common Law se ha formado también otra vía de administrar justicia, en cierta forma paralela, conocida como el Equity, o el sistema de la equidad. Este otro nivel jurisdiccional de la equidad se originó temprano en el Derecho inglés mediante la práctica de que  los súbditos se presentaran al monarca para pedir justicia. Más tarde esas reclamaciones fueron delegadas al lord Canciller y más tarde aún  a una corte que se llamó Tribunal de la Cancillería. El sistema judicial paralelo de equidad dio nacimiento a un conjunto de normas a las que se les reconoció siempre  valor superior al de las establecidas por otros tribunales legales del reino. Al principio, los tribunales del Common Law estaban más vinculados por los precedentes que los tribunales de equidad, que supuestamente dictaban sentencia con más apego a la justicia, exactamente la equidad y, con ello, con más mansedumbre y hasta misericordia.
Con el avance de la Edad Media,  el Common Law y el sistema de equidad constituían los componentes esenciales del sistema jurídico de Inglaterra, pero el Common Law fue abandonando sus viejos  formalismos y al paralelo   la jurisdicción de equidad fue conociendo cada vez menos casos y de esa manera de hecho empezaron a fundirse ambas instancias judiciales, hasta que, finalmente, mediante la Ley de la Judicatura de 1873, se abolió la distinción entre Common Law y jurisdicción de equidad en Inglaterra. 
El desarrollo del capitalismo en Inglaterra, incluso desde la misma revolución industrial, fue exigiendo más asentamiento y seguridad en la vida jurídica de Inglaterra, en consecuencia de lo cual, el Parlamento británico se convirtió, con su actuación legisferante, en la fuente principal del Derecho, no obstante lo cual el sistema de Common Law ha mantenido su importancia y sigue siendo un mecanismo completamente válido en Inglaterra y excolonias británicas.  
Cada vez que abordamos el problema del sistema de Derecho del Common Law surge la duda o la pregunta de si ese sistema es, al fin y al cabo más eficiente o asegura mejor la justicia que el del derecho romano francés, con sus leyes escritas e incluso sus codificaciones.
El Derecho precedente pone la administración de justicia en manos de los jueces, y esa es la clave de la mayor crítica política que puede hacerse al mismo y la cual se hace más firmemente por todos los juristas de formación romanista. En la esencia del pensamiento político jurídico que emana de los principios del Derecho Romano la creación jurídica es facultad soberana absolutamente vinculada con el ejercicio del poder por parte del pueblo; es medularmente la expresión más directa de la existencia  o no de la democracia. A la luz de esa concepción, entonces la creación de las leyes sólo puede depender del pueblo, directamente o a través de sus representantes. 
Los defensores del Common Law sostienen entonces que, como la vida es cambiante, con una dinámica enorme, el Derecho debe ajustarse a ella y ser también cambiante y dinámico, lo cual se asegura mucho mejor desde ese sistema que desde el legislado y codificado. Los defensores de la ley escrita y la codificación saltan entonces y dicen que al amparo de la actualización y la dinamización del Derecho se quiebra su seguridad, su estabilidad indispensable y, quizás también, su esencial justicia.
Es curioso que en esto sea Ronald Dworkin, connotado jurista estadounidense, quien se aproxime más a la verdad esencial. Decía el profesor de Harvard: "Podemos sostener (como hicieron algunos autores) que el derecho será económicamente más eficiente si da margen para que los jueces tengan en cuenta el influjo económico de su decisión; pero con eso no se responderá la cuestión de si es justo que así lo hagan, o de si podemos considerar los estándares económicos como parte del derecho existente, o de si las decisiones basadas en el influjo económico, son por esa razón, portadoras de mayor o menor peso moral."
Es que Dworkin, enfrentándose al positivismo de Hart ha defendido un sentido axiológico del Derecho, ha sostenido que el mismo debe estar dotado de ciertos valores esenciales que lo hagan, efectivamente, justo. Ahora aquí vemos que, como ocurre en la realidad, esos valores no dependen de que el derecho se dicte por los jueces o provenga de leyes escritas. Si los jueces piensan según los grandes valores e intereses de la justicia y del pueblo, entonces sus sentencias serían justas. Pero tristemente no es así. Si los parlamentarios, en todas partes pensaran y legislaran según la justicia y los intereses populares, entonces sus leyes serían justas. Pero tristemente, tampoco es así. De donde se deriva que la justicia de un sistema  no deriva de sus formas técnicas, sino de su esencia política, y de las fuerzas sociales que lo dominan y dictan sus rumbos esenciales.

## La jurisprudencia como forma del precedente judicial en el sistema romano francés
En los sistemas de base romano francesa, como casi todos los de Europa occidental y los que en América proceden del colonialismo español, portugués y francés, el Derecho se fundamenta en la ley, normalmente escrita e incluso en las codificaciones. En esos sistemas, en consecuencia, el precedente judicial ha sido asumido siempre con mucha cautela o ha sido absolutamente rechazado.
En realidad, desde la óptica del iuspublicismo romanista más puro, la creación del Derecho es sólo facultad y atributo del pueblo (que en Roma se identificaba, con un sentido restrictivo, como populus), pero nunca puede quedar en manos del juez, por muy investido de sentido de justicia y equidad que el mismo se encuentre.
Sin embargo, en ese sistema de Derecho romano francés, se ha admitido, en determinados momentos y circunstancias, una variante del precedente judicial que es la llamada jurisprudencia o doctrina legal.
El vocablo jurisprudencia procede de las voces latinas juris (Derecho) y prudentia o prudents, que hace alusión a la virtud de la prudencia, de la sabiduría. De tal modo, en el Derecho romano clásico la jurisprudencia era asociada o sinónima de la ciencia del Derecho, del arte de lo bueno y lo equitativo o, como también dijera Domicio Ulpiano en el Digesto, del “conocimiento de las cosas divinas y humanas, la ciencia de lo que es justo e injusto.”
Posteriormente, con el desarrollo del pensamiento modernista en el orden jurídico, la jurisprudencia se identifica con la doctrina que sientan los tribunales cuando interpretan de una manera, varias veces, con reiteración, una norma jurídica.
La jurisprudencia, en ese sentido propio del sistema jurídico romano francés, se diferencia del precedente puro del Common Law porque, primero que todo, la jurisprudencia se deriva de la interpretación de normas, leyes y disposiciones que están escritas o son conocidas, a contrario sensu del Common Law en que todo el Derecho deriva de asumir las soluciones semejantes brindadas en otros casos por otros tribunales de apelación.
Aquí, en el sistema de jurisprudencia, los tribunales cuentan con normas, pero las mismas deben ser interpretadas. Entonces ocurre que en ocasiones la interpretación de una disposición jurídica es difícil y, ésta es la segunda característica distintiva de la jurisprudencia en el sistema romano francés, cuando el máximo tribunal, es decir, cuando el Tribunal Supremo y sólo el Tribunal Supremo, reitera la misma interpretación de un precepto, se dice que sienta jurisprudencia, que crea una doctrina jurídica.
Sin embargo, queda subsistente determinar si la jurisprudencia, la doctrina legal, en los países de sistema romano francés constituye siempre o suele constituir una fuente oficial del Derecho.
En muchos países de dicho sistema jurídico existen enormes ambigüedades en torno al nivel de exigibilidad de la jurisprudencia como fuente de Derecho.